# Thusnelda

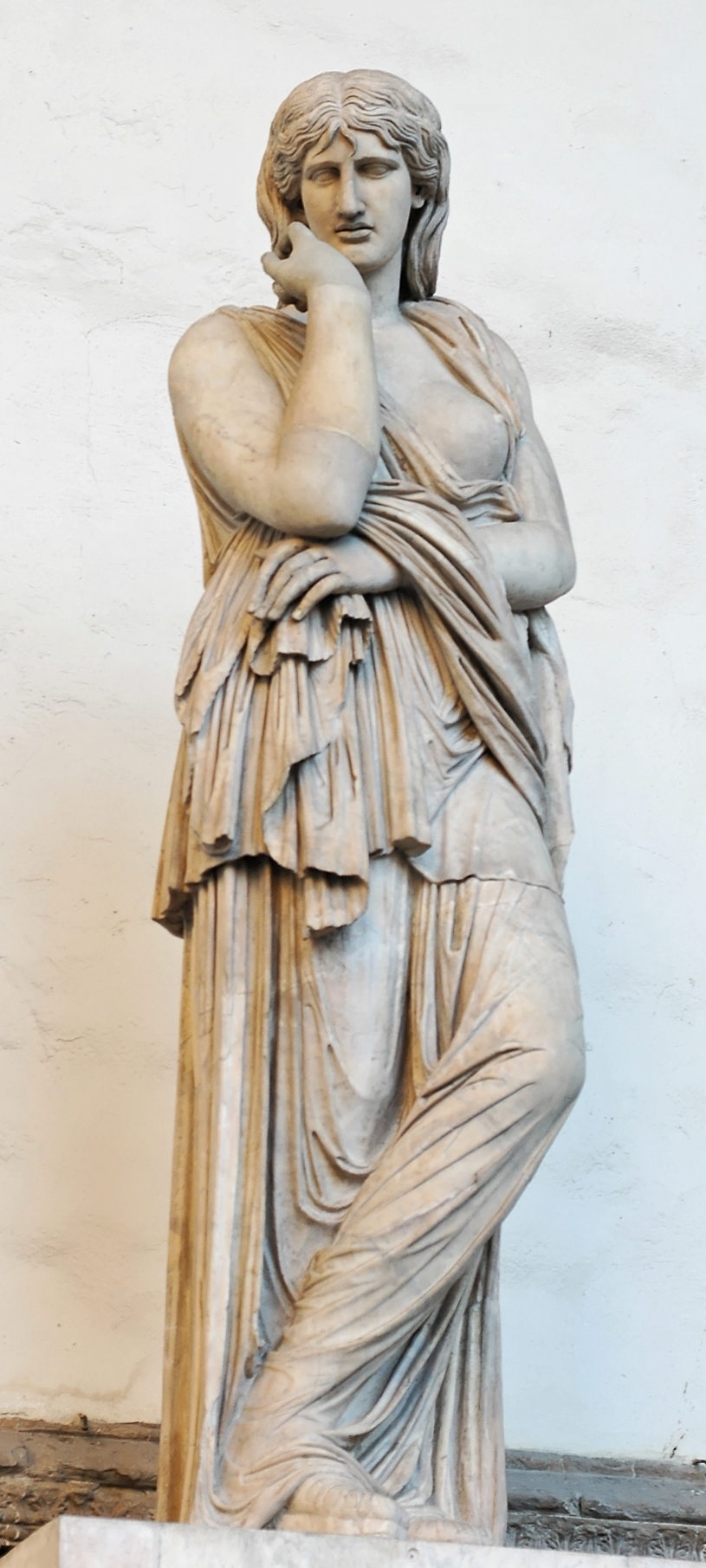
Presunta estatua de Thusnelda en Loggia dei Lanzi (Florencia).

Thusnelda (ca. 10 a. C.-17 d. C.) fue una noble germana. Era hija del jefe de los queruscos Segestes y esposa de Arminio. Es también la única mujer germana de esa época de la que se tiene noticia.
Su padre Segestes la había prometido a otro hombre, pero ella se había enamorado de Arminio y huyó con él. Fue capturada luego por su padre y en venganza por ello entregada al general romano Germánico durante la invasión de Germania. Estaba embarazada de Arminio cuando fue capturada, dando a luz durante el cautiverio a su hijo Tumélico. Ambos fueron luego llevados como trofeos por Germánico a Roma junto con otros germanos importantes el 26 de mayo del año 17 para figurar en su triunfo.
Tácito y Estrabón citan su captura como ejemplo de la firmeza y moderación de los ejércitos de Roma. 